# Santuari d'Erawan
El santuari d'Erawan (en tailandès ศาลท้าวมหาพรหม) és un altar hindúsituat a Bangkok, capital de Tailàndia,amb una estàtua de Brama. És una atracció turística molt popular, a una zona molt transitada.
El santuari es troba al costat del luxós Grand Hyatt Erawan Hotel, a la cruïlla de Ratchaprasong amb Ratchadamri; és a prop de l'estació de Chitlom del metro aeri de Bangkok que té una passarel·la elevada amb vista al santuari. Va ser construït el 1956 formant part del Erawan Hotel, propietat del govern, per allunyar la mala sort que es creia causaria el fet d'haver iniciat els fonaments a una data equivocada, no propicia; una sèrie d'incidents havien retardat la construcció, es va consultar a un astròleg per determinar les causes i va aconsellar construir el santuari. A partir de llavors, no hi va haver més incidents. El 1987, l'hotel es va enderrocar i es va construir en el mateix lloc el Grand Hyatt Erawan Hotel.
El 17 d'agost de 2015, va patir un atemptat amb bomba, on van morir més d'una vintena de persones i ferir a més d'un centenar.